# 新進研究者Research Notes
『新進研究者Research Notes』（英: Japanese Student Research Notes of Philosophy of Science）は、日本科学哲学会を刊行者、科学基礎論学会を刊行協力者とする科学哲学のオープンアクセス電子ジャーナルである。創刊は2018年であり、毎年度一回ずつ公募と刊行が行われる。ダブルブラインド査読方式を採用している。

## 提出資格等
この雑誌は、若手研究者の業績の出版が強く要求されるようになってきていることに鑑み、早期若手研究者が業績を出版する機会を提供する目的で刊行された。それゆえ、論考の提出者は、日本科学哲学会もしくは科学基礎論学会の会員（あるいは入会申込中）であって、修士課程（博士前期課程）学生もしくは直近の修士の学位を取得後2年以内の者と規定されている。修士課程の専攻分野や修士学位の専攻分野について特段の規定はないが、前年度に同雑誌に掲載された者は投稿できない。なお、英語雑誌名にはJapanese Studentとあるが、投稿者が日本の学生である必要はない。

## 研究領域
この雑誌が取り扱う範囲は、日本科学哲学会の刊行する雑誌『科学哲学』及び科学基礎論学会の刊行する雑誌『科学基礎論研究』と同様である。すなわち（自然科学に限らない広義の）科学に関する哲学、基礎論、および関連する諸領域の問題である。
募集している論考は『科学哲学』の分類における「研究ノート」に対応するレベルである。同分類において、「研究ノート」は「オリジナルな着想について、なお細部の詰めは残っているとしても討論に付して、会員からのコメントを求める論文」と規定されており、これは早期若手研究者が投稿することを考慮したものである。また、研究者個人の業績の蓄積を目的としているため、募集論考は単著に限られる。ただし、論考で取り扱う研究自体は共同研究であってもよい。

## オープンアクセス
本雑誌はオープンアクセスの電子ジャーナルであり、掲載された論文は日本科学哲学会のサイトにて会員・非会員ともに無料で閲覧・ダウンロードでき、印刷版は発行されない。また、著者は（学会費の他には）投稿料、論文掲載料、オープンアクセス料などの費用を支払う必要はない。雑誌出版にかかる経費は学会の運営資金で賄われる。掲載の決定した論文の著作権は著者から日本科学哲学会に譲渡される。著作物の利用は日本科学哲学会の著作権規程に従う。

### 著者の権利
著者が自身の掲載論文を（著作権法における私的利用の範囲を超えて）利用しようとする場合、日本科学哲学会に事前に申し出た上で、出典を明記することを条件に利用することができ（第五条第二項）、同学会はこれに異議申し立て若しくは妨げることをしない（同第一項）。とくに、著者が自身の掲載論文を、自らの個人サイトや所属機関リポジトリ等に掲載する場合（セルフアーカイブ）、事前の申し出を要しない（同第二項及び第三項）。